# Monchy-Lagache
Monchy-Lagache è un comune francese di 720 abitanti situato nel dipartimento della Somme nella regione dell'Alta Francia.

## Società

### Evoluzione demografica
Abitanti censiti